# Schloss Neuenmuhr
Das Schloss Neuenmuhr ist ein im Jahr 1834/35 abgebrochener Schlossbau, der sich im Ort Neuenmuhr im heutigen Gemeindebereich von Muhr am See im mittelfränkischen Landkreis Weißenburg-Gunzenhausen befand. Das Gelände ist heute in der Bayerischen Denkmalliste als Bodendenkmal unter der Nummer D-5-6830-0116 eingetragen.

## Lage
Das Schloss lag nahe der Altmühl im oberen Altmühltal am Rand des Wiesmets in der heutigen Flur Am Schloß unweit der Freiherr-von-Lentersheim-Straße, südlich von Neuenmuhr und nördlich des heutigen Altmühlsees auf einer Höhe von ca. 415 m ü. NHN.

## Geschichte
Das Schloss ging auf eine mittelalterliche Niederungsburg zurück, von der aber ebenfalls nichts mehr erhalten ist. Schloss Neuenmuhr soll eines der am stärksten befestigten Schlösser des Altmühltals gewesen sein und war größer und vermutlich auch prächtiger als das bis heute existente Schloss Altenmuhr im benachbarten Altenmuhr.
Wann die Anlage errichtet worden ist, ist unbekannt. Aus den Rentamtsakten geht hervor, dass das Schloss im 12. Jahrhundert vermutlich bereits existierte. 1522 wurde das Schloss umgebaut. Während der Bauernkriege fand Georg Truchseß von Wetzhausen, Abt des Klosters Auhausen, zusammen mit anderen Mönchen im Schloss Zuflucht. Während der Reformation war Georg Vogler, Kanzler der Markgrafen von Ansbach, hier inhaftiert. Im Dreißigjährigen Krieg wurde das Schloss stark zerstört, blieb aber vom Brand verschont, der Mittelmuhr und Neuenmuhr zerstörte. Von 1715 bis 1716 wurde das Gebäude wieder instand gesetzt. 1824 wurde die Schlosskapelle abgerissen, 1834 bis 1835 folgte das übrige Schloss. Erst 1851 hatte man alle Schanzen eingeebnet.
An der Wüstungsstelle befindet sich heute ein denkmalgeschützter Gedenkstein, der 1853 von der Gutsherrschaft errichtet wurde.